# 新生四館

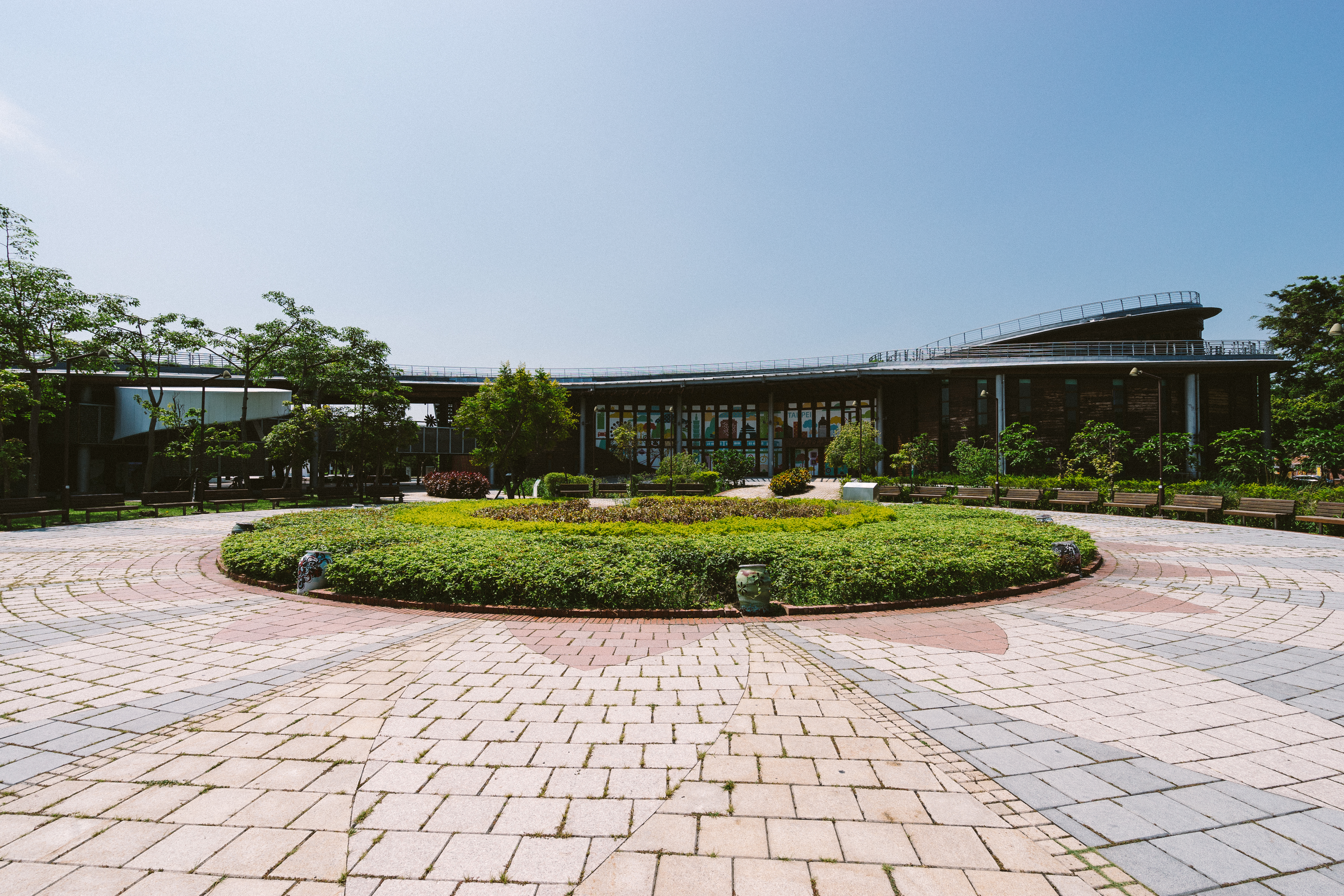
新生四館

新生四館，位於台北市中山區，為一綠建築展覽館。在2010年臺北國際花卉博覽會期間時，分為夢想館、未來館與天使生活館。花博公園營運後，花博期間之台北典藏植物園二樓新建世博台北館（2011～2012年）／臺北機器人館（2013年），分為四間展覽館，改稱為新生四館。
新生四館的展館包括有台北典藏植物園、臺北機器人館、天使生活館、夢想館（營運至2012年12月31日，目前閉館不開放）、第二代夢想館(2013年8月～2014年9月中旬，目前閉館不開放)。

## 名稱由來
本館座落在新生公園，啟用初期共分為三個展館，故「新生三館」一名不脛而走。原未來館分為台北典藏植物園與世博臺北館後，更名為新生四館。

## 地理位置
本館位於臺北市中山區新生公園內，與林安泰古厝隔濱江街相望，近濱江街松江路口。

## 造型
本館整體呈現圓型，依當地原有樹木與設計師概念建造，共分為東西兩個部分，東半的部分類似蝴蝶的蛹，西半的部分類似蝴蝶合翅，中央為中庭。在未來館、天使生活館外面有一棵老樹，在建築的時候也特別繞路，把樹木保留了下來。

## 空間利用
新生四館設計時，每個展館均設有多個出入口，可以依照需求調整出入動線，將場地分隔使用。兩邊的館舍屋頂均有著太陽能發電、屋頂綠化植栽、屋頂步道、雨水收集的功能。
西邊的建物以天橋相連結，北邊為主要的展廳，南邊為一小型展廳與新生四館主要的盥洗室與飲水機所在，天橋下方廣場為本館的主要出入口與活動場地。
東邊的建物，中間設有中庭為主要的旅客出入口，可整體做為一展館，或是南北分為兩個展館，甚至於更細部的分區，做多元的利用。中庭的南方為一生態池，是新生四館中唯一位於建物內的生態池，可以調節館舍的溫度。

## 現況

### 夢想館、夢想劇場(西側建物)，第二代夢想館、夢想音樂盒
（目前暫不營運）
本建物目前做為夢想館展覽館使用，利用展館東邊的出入口進入，由天橋連接到南邊的展廳，旅客可於天橋下的中庭等候，等候進入南邊的展廳，屋頂的步道未開放。
主要的洗手間位於建物南邊，設有飲水機；整個建物的南端，由生態植物渠道所環繞，讓民眾瞭解植物如何過濾污水，讓水能循環利用，可做為戶外的環保生態教學使用。
第二代夢想館   <行動@夢想館>
時間從2013/08~2014/09結束。由原先展館東邊的入口進入，單一動線一路參觀體驗後從二樓的東邊出口出來，連接天橋下來到一樓。新一代夢想館行動@夢想館，共五個展廳
分別是大廳夢想之島、一廳志向廣場、二廳合作殿堂、三廳勇氣能量站、四廳行動航站，最後還包括了由夢想劇場所改建而成的夢想音樂盒。一共六個可供民眾參觀。

### 台北典藏植物園(西側建物)、臺北機器人館(中間二樓)、天使生活館(東側建物)
本建物目前做為台北典藏植物園、臺北機器人館、天使生活館與南北兩家咖啡簡餐商店所使用，以中庭來分隔，台北典藏植物園使用中庭東北邊的空間一、二樓，世博臺北館使用中庭東邊的二樓空間，天使生活館使用中庭南邊的一樓空間，北邊的老咖啡廳，使用中庭西北邊的空間，南邊的天使咖啡廳，使用中庭南邊的二樓空間。
主要的洗手間位於中庭東邊二樓，目前該建物內無飲水機。在屋頂上設有氣象站，可以將氣象資訊送給電腦，調整建物的窗戶開關，以決定是否要使用水霧裝置降溫、抽風設備產生室內對流或是開啟空調降低室內溫度等等。
屋頂上的步道是利用展館東南邊的入口進入，沿途可以見到老樹保留區、生態池、溫室屋頂、屋頂草皮、氣象站與太陽能發電板，此外也是看飛機起降的好地方，在花博期間稱為青青步道，惟轉型為花博公園後，目前屋頂的步道未開放。
臺北機器人館於2013年年底關館。

### 中庭、夢想庭園
中庭的部分，主要做為生態區，設有生態池，可以調節整個新生四館的溫度。北側設有一觀景台，可以舉辦戶外的活動使用。

## 獲獎
- 國家卓越獎-臺北市政府(中華民國建築首獎)

## 外部連結
- 天使生活館 （页面存档备份，存于） （繁體中文）
- 天使生活館的Facebook專頁